# Роман Хонет
Роман Хонет (пол. Roman Honet) — польський поет, редактор, журналіст. Народився 1974 року. Мешкає під Краковом. З 1995 до 2008 року редагував літературно-мистецький двомісячник «Студіум» та книжкову серію, котру видавав журнал. Співредактор мережевого журналу LiterackaPolska.pl. Лауреат Поетичої премії ім. Віслави Шимборської 2015 року за книжку «світ був моїм», премію від поділив з іншим лауреатом Яцком Подсядлом. Романа Хонета називають представником напряму т. зв. «осмілілою уяви» (термін запропонував польський літературний критик Маріан Сталя) у найновішій польській поезії. У стосунку до покоління також застосовують термін «нові екзистенціалісти».

## Видання українською мовою
Хонет Р. Світ належав мені / Переклав Ю. Завадський. — Тернопіль: Видавництво «Крок», 2019. — 68 с. ISBN 978-617-692-518-7